# Eutükhész
Eutükhész, latinosan Eutyches (görög: Εὐτυχής, kb. 378/380 – kb. 454/456) egy Konstantinápolyhoz közel fekvő kolostor apátja volt az 5. században.
Szembefordult a nesztoriánusokkal és a Nesztoriosz-féle hitviszályban annak ellenfele volt. Azt tanította, hogy Krisztusban nem két (egy isteni és egy emberi) természet kapcsolódott össze, hanem csak egy, isteni természete van (lásd monofiziták).
A 448-ban a Konstantinápolyban tartott zsinaton Phlabianosz (Flavianus) pátriárka átkot mondott rá és követőire, és Eutükhészt megfosztották papi és kolostori hivatalától. Erre tiltakozást nyújtott be II. Theodosius császárhoz, levelet irt I. Leó pápához, s egy levélben I. Dioszkorosz alexandriai pátriárka pártfogását is kérte. A teológiai vitában Dioszkorosz Eutükhész oldalára állt, és Epheszoszba zsinatot hívattak össze.  
A 449-ben megtartott II. epheszoszi zsinaton Euthükész felolvasta tanait, amelyet a zsinat megvitatott, és igazolni akarta annak valós tartalmát. Leó pápát is meghívták a zsinatra, de ő csak a követeit és levelét küldte el oda. A pápa levelét elutasították és nem is olvasták fel. A zsinat végül elfogadta a monofiziták tanait. I. Leó ekkor tiltakozását fejezte ki a császárnál, és rablózsinatnak nevezte az Epheszoszban összegyűlt tanácskozást. A császár továbbra is kitartott a zsinat döntése mellett, ám 450-ben hirtelen meghalt. Energikus nővére és társuralkodója, az utóbb szentként tisztelt Pulcheria és új férje, Marcianus Leó pápa mellé állt és 451-ben új zsinatot hívtak össze. A khalkédóni zsinaton az epheszoszi határozatokat megsemmisítették, s kinyilvánították, hogy Krisztusban két természet, isteni és emberi van. Majd kiközösítették Eutükhészt és Dioszkoroszt is.
Eutükhész számkivetésben halt meg, ám követői, a monofiziták továbbra is fennmaradtak Egyiptomban és a Közel-Keleten. A tanítását nagyszámú szerzetes tette magáévá a khalkédóni zsinat határozata ellenére is. A 6. században I. Iusztinianosz császár uralkodása alatt csaknem valamennyi szír püspököt megfosztották a hivatalától, mert nem voltak hajlandóak elismerni a khalkédóni zsinat határozatait.